# Orphica

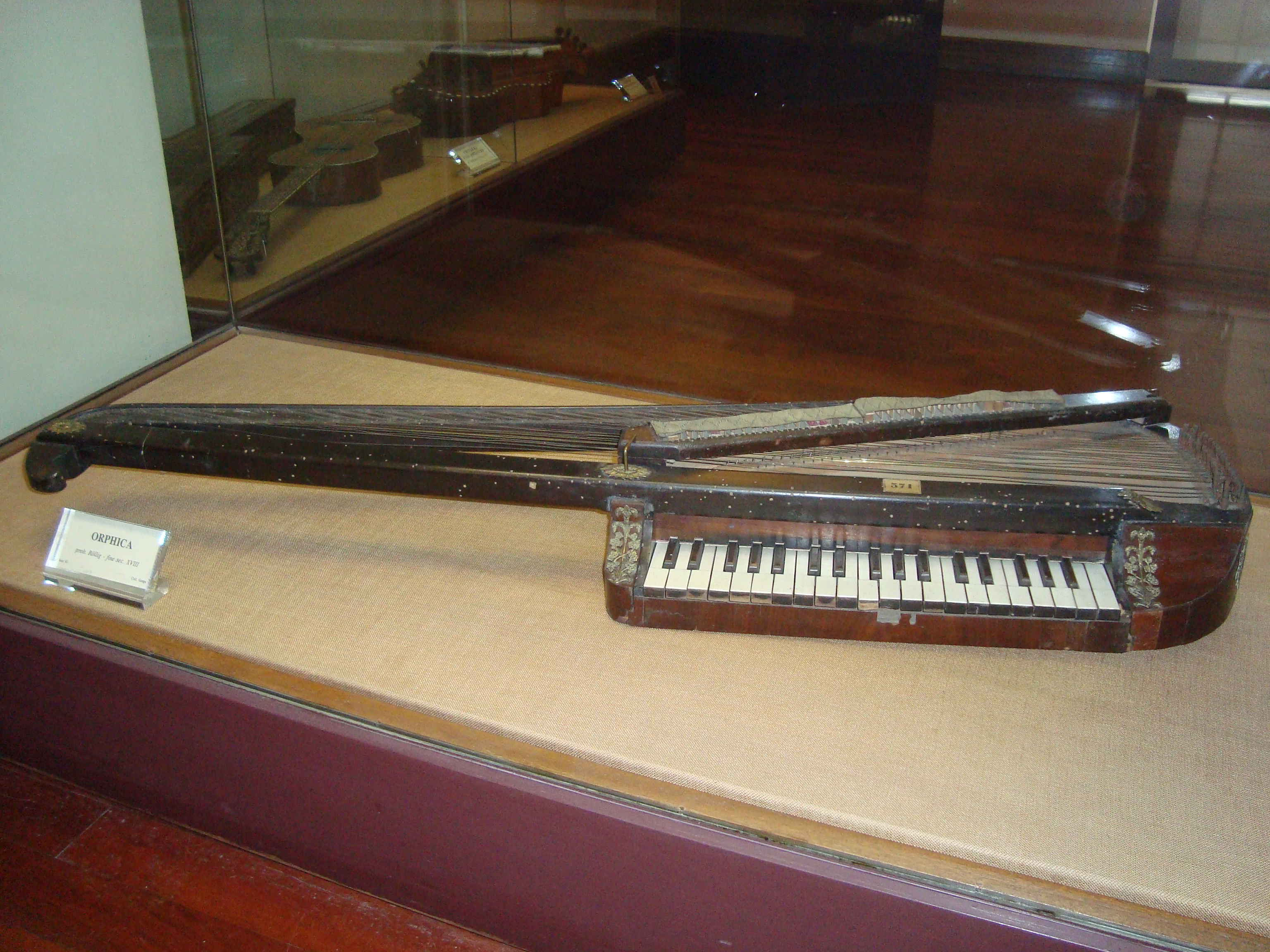
Orphica im Museo Nazionale degli Strumenti Musicali di Roma

Die Orphica ist ein von Carl Leopold Röllig erfundenes tragbares Hammerklavier zum Spielen im Freien, zur Begleitung des Gesangs und für Serenaden.
Die Orphica gehört in die Gruppe der „Wanderklaviere“ und wird wie alle Hammerklaviere den Tasten-, Saiten- und Schlaginstrumenten zugeordnet. Gespielt wurde die Orphica um die Wende des 18./19. Jahrhunderts, meist in der freien Natur. Ähnlich der Gitarre wurde sie mit einem Band über die Schultern gehängt und im Stehen oder auch auf dem Schoß gespielt. Sie ist damit ein Vorläufer der modernen Keytar.

## Erfindung
Der Erfinder Carl Leopold Röllig (1740–1804) galt gemeinhin als eine vielseitige und interessante Persönlichkeit. Zunächst Musikdirektor in Hamburg, inszenierte er 1771 eine Oper, ab 1797 war er Beamter der Hofbibliothek in Wien, wo er auch als Komponist, Musikschriftsteller und Glasharmonika-Virtuose bekannt wurde. 1786 konstruierte er eine Glasharmonika mit Klaviatur und 1795 die Orphica. 1801 erfand er ein „musikalisches Geigenbogen-Instrument mit einer Klaviatur“. Vorangegangen waren zahlreiche Versuche, ein Streichinstrument herzustellen, dass man mit einer Klaviatur spielte. Röllig nannte es Xänorphica.
Röllig beauftragte den Klavierbauer Matthias Müller, eine Xänorphica herzustellen. Erstmals präsentierte Röllig eine Orphica in seiner Schrift Orphica. Ein musikalisches Instrument. Erfunden von C. L.Röllig (1795). Die Privilegien für die Herstellung des neuen Instruments vergab er an den Klavierbauer Joseph Dohnal (1759–1829). Laut einem gedruckten Zettel in einer Orphica war das Nachbauen bei einer „Geldstraffe von Hundert Kaiserlichen Dukaten“ verboten.
Ein späteres, nicht näher bekanntes Modell der Orphica besaß Clara Wieck, die am 18. September 1830 in ihrem Tagebuch notierte: „D. 18. bekam ich von Herrn Andr.[eas] Stein franco eine Orphica zum Present zugeschickt.“
Die Zahl von Exemplaren der nur in Wien zwischen 1795 und 1810 gebauten Orphica ist gering. Heute sind nicht mehr als dreißig erhalten. Sie sind ausgestellt u. a. in Museen in Berlin, Christiania, Görz, Göttingen, Leipzig, Markneukirchen, München, New York, Nürnberg, Paris und Wien.

## Bauform
Der bis zum heutigen Tage erhaltene Bestand lässt zwei unterschiedliche Bauformen erkennen:
1. eine rechts abgerundete Gehäuseform mit nahezu linearem Verlauf des rückwärtigen Holms,
2. eine Gehäuseform mit einem wellenförmigen dreifach geschwungenen rückwärtigen Holm und einer nahezu linearen rechten Seite.

Der harfenartige Rahmen besteht aus hartem Ebenholz, der links in eine frei stehende Schnecke läuft. Die Seitenwände sind mit Mahagoni bedeckt, der Rahmen ist schwarz gestrichen. Über der Klaviatur ist ein kleines Vorsatzbrett angebracht. In den Klangkörper selbst ist eine Klaviatur mit Hammertechnik eingefügt. Der Rahmen der Klaviatur wird flach eingeschoben. Der Resonanzboden führt flächendeckend über die Mechanik hinweg. Die Wirbel stehen in Dreier-Gruppen und Dreier-Reihen rechts außen. Die Saiten sind am hinteren Holm angehängt, der Saitenbezug ist einchörig, so dass sich das Instrument sehr schnell stimmen lässt.
Die Orphica hat keine Prellzungenmechanik nach Wiener Muster, sondern eine Stoßzungenmechanik mit Hammerstuhl. Nach dem Anschlag fällt der Hammer nur so weit zurück, dass er bei gehaltener Taste repetitionsfähig bleibt. Die Orphica stellt somit das erste Beispiel einer einfachen, aber durchaus funktionierenden Repetitionsmechanik dar.
Der Umfang der Klaviatur beträgt ca. 37 Töne, von f bis f3. Der Untertastenbelag besteht aus Bein, die Obertastenblöcke aus Ebenholz.

## Kompositionen für Orphica
Zu den wenigen Komponisten, die Werke für Orphica komponierten, gehört Ludwig van Beethoven. Wie aus einem lange Zeit unbekannten Brief hervorgeht, den Beethovens Jugendfreund Franz Gerhard Wegeler am 23. Dezember 1827 an Anton Schindler schrieb, besaß Wegeler damals „2 Stückchen für die Orphica, die Bhven für meine Frau compoirte.“ Gemeint sind die beiden 1798 entstandenen Stücke WoO 51, die früher irrtümlich als „Leichte Klaviersonate“ bezeichnet wurden.
Daneben sind von Johann Nepomuk Hummel zwei undatierte Kompositionsfragmente für Orphica überliefert.